# Acute respiratory distress syndrome
Acute respiratory distress syndrome (ARDS, chocklunga) är en diffus grupp av skador på lungorna som är livshotande och saknar direkt uppenbar förklaring. Sjukdomsbilden vid ARDS kännetecknas av att det blir tyngre att andas, ödem i lungorna, atelektas och andnöd (hypoxemi). Ofta är tillståndet även associerat till en kronisk inflammation som förvärrar tillståndet genom att förstöra det fina kapillärnät som omsluter alveolerna

## Orsaker
- Olika former av trauma på lungorna eller i bröstkorgen
- Misstag vid kirurgiskt ingrepp
- Sepsis
- Gastrisk reflux till luftstrupen
- Toxiska och irriterande gaser (till exempel cigarettrök)
- Hjärtoperation
- Hypotermi[2]
- Covid-19

ARDS är en mycket allvarlig sjukdom och har en dödlighet på 30-40%, mycket beroende på vilken den bakomliggande sjukdomen är och hur gammal patienten är. Det existerar ingen botande behandling. Respirator blir ofta en nödvändig åtgärd. Tillägg av konstgjord lunga, så kallad veno-venös ECMO, har i en systematisk litteraturöversikt som har granskats och kommenterats av SBU visats öka överlevnaden hos vuxna med svår ARDS.